# Arnaud Jacquemet
Pour les articles homonymes, voir Jacquemet.
Arnaud Jacquemet, né le 29 mars 1988 à Sion en Suisse, est un joueur professionnel suisse de hockey sur glace.

## Carrière

### En club
Formé au HC Sierre, où il a évolué de l’école de hockey jusqu’en catégorie Novices, puis transféré en 2003 (à 15 ans) aux Kloten Flyers, où il a joué en catégories Novices élites et Juniors élites A, Arnaud Jacquemet est prêté en 2005 au HC Bienne. Il fait ses débuts professionnels dans le championnat suisse de Ligue nationale B à l'âge de 17 ans. Cette saison 2005-2006, il obtient avec le HC Bienne le titre de Champion de Suisse de deuxième division.
Repéché en 47e position au 1er tour de l’Import Draft Junior 2006 de la Ligue canadienne de hockey (LCH) par le Ice de Kootenay, il évolue
lors des saisons 2006-2007 et 2007-2008 dans la Ligue de hockey de l'Ouest,.
Dès la saison 2008-2009, le Valaisan est de retour en Suisse aux Kloten Flyers, avec lesquels il évolue durant 4 ans (2008-2012), terminant 2 fois à la 2e place du championnat suisse de ligue nationale A : lors du championnat 2008-2009 où il est élu meilleur jeune de LNA de la saison , et lors du championnat 2010-2011.
En 2012, Arnaud Jacquemet rejoint les rangs du SC Langnau Tigers avec qui il signe une entente de 2 ans. À la fin de sa première année de contrat, lors de laquelle il a subi de lourdes blessures, son aventure dans l'Emmental s'interrompt avec la relégation du club bernois en Ligue nationale B.
En juillet 2013 il s'engage pour une année avec le Genève-Servette HC, avec lequel en décembre 2013, il participe et remporte la Coupe Spengler à Davos. Au mois d'avril 2014 il prolonge de 2 ans son bail avec les Aigles du GSHC jusqu'en 2016, et en décembre 2014 il remporte pour la deuxième année consécutive la Coupe Spengler. Début novembre 2015, le GSHC annonce la prolongation de son contrat pour 2 ans supplémentaires, jusqu'en 2018.
Lors de la saison 2015-2016, sa polyvalence incite l'entraîneur du GSHC, Chris McSorley, a l'utiliser une quinzaine de matchs en défense, où il donne entière satisfaction. Arnaud Jacquemet est aligné à ce poste durant tout l'exercice suivant 2016-2017, au cours duquel il marque 18 points (dont 10 buts) en saison régulière. Cette production constitue sa meilleure performance au plan comptable depuis ses débuts en LNA, le classant 11e défenseur suisse de la ligue (5e au nombre de buts marqués).
La saison 2017-2018 du GSHC est marquée par les blessures de nombreux joueurs, dont celle du désormais défenseur valaisan, nommé capitaine-assistant de son équipe. En novembre 2017, celui-ci, qui se plaît à Genève, signe une nouvelle entente de 3 ans avec les Aigles, jusqu’au terme de la saison 2020-2021.
La saison 2018-2019 voit Arnaud Jacquemet réaliser 20 points, soit son record comptable en carrière. La 8ème place obtenue en saison régulière amène les Aigles à défier le CP Berne en 1/4 de finale des playoffs. Cette série, perdue 4-2, a vu se dérouler le match le plus long du Championnat Suisse de Hockey sur glace (117 min 44 s - record en cours) lors du match numéro 6 (perdu 2-3 en troisième prolongation).
Lors de la saison suivante, le canadien Patrick Émond est nommé entraîneur-chef du club. Cette saison est perturbée par le coronavirus, maladie qui touche la planète entière au milieu de l'hiver, et notamment la Suisse, quelques jours avant la fin de la saison de National League. Jacquemet, désormais capitaine-assistant régulier, et le GSHC, terminent à une excellente 3e place au classement de la saison régulière 2019-2020, à 2 points du leader. Malheureusement, les playoffs n'ont pas lieu à cause de la crise sanitaire généralisée.
Le début de saison 2020-2021 demeure en pause durant plusieurs semaines en raison de la pandémie de Covid-19. Ce championnat, qui peut tout de même aller à son terme, voit le valaisan égaler sa meilleure production en carrière (20 pts), et le GSHC terminer à la 6ème place du classement régulier, puis défier le EV Zoug en finale des playoffs (défaite 3-0 au meilleur des 5 matchs !). Lors de cette finale, Arnaud Jacquemet joue son 700ème match au plus haut niveau en Suisse. En février 2021, le GSHC annonce la prolongation de son contrat pour 2 ans supplémentaires, jusqu'en 2023.
À la suite de mauvais résultats, novembre 2021, Pat Emond est démis de ses fonctions et est remplacé au poste d’entraîneur-chef des Aigles par Jan Cadieux. Le GSHC se qualifie toutefois pour les playoffs, mais est éliminé en quart de finale par le HC Lugano.
En avril 2023, il remporte son et le premier titre de champion de Suisse du club, GSHC à la suite de l'acte VII (4-3) de la finale de National League contre le HC Bienne. Ce match final est remporté aux Vernets, victoire 4-1,.
En février 2024, il remporte la Ligue des champions de hockey sur glace en battant les Suédois de Skellefteå AIK sur le score de 3-2 dans la Patinoire des Vernets,.
Le 21 janvier 2025, il perd officiellement son titre de champion d'Europe à la suite de leur défaite à Zurich contre les ZSC Lions (Zurich). Le GSHC annonce, le 27 février 2025, que le joueur rangera ses patins à la fin de la saison.
Début mai 2025, le club, GSHC, annonce sa nomination au poste de Secrétaire général et continue ainsi son aventure dans le club.

### En équipe de Suisse
Il représente 100 fois la Suisse en équipes nationales juniors ; en particulier lors des compétitions suivantes :
- Championnat du monde junior -18 ans : 2005 et 2006
- Championnat du monde junior : 2007 et 2008

## Statistiques
| Saison    | Équipe             | Ligue        |    | Saison régulière | Saison régulière | Saison régulière | Saison régulière | Saison régulière |   | Séries éliminatoires | Séries éliminatoires | Séries éliminatoires | Séries éliminatoires | Séries éliminatoires |
| Saison    | Équipe             | Ligue        | PJ | B                | A                | Pts              | Pun              | PJ               | B | A                    | Pts                  | Pun                  |                      |                      |
| 2003-2004 | Kloten Flyers      | Jr. Élites A | 21 | 3                | 3                | 6                | 6                | -                | - | -                    | -                    | -                    |                      |                      |
| 2004-2005 | Kloten Flyers      | Jr. Élites A | 24 | 8                | 8                | 16               | 6                | 1                | 0 | 0                    | 0                    | 0                    |                      |                      |
| 2005-2006 | HC Bienne          | LNB          | 38 | 6                | 8                | 14               | 14               | 11               | 0 | 2                    | 2                    | 2                    |                      |                      |
| 2006-2007 | Ice de Kootenay    | LHOu         | 50 | 13               | 16               | 29               | 33               | 7                | 2 | 3                    | 5                    | 4                    |                      |                      |
| 2007-2008 | Ice de Kootenay    | LHOu         | 65 | 27               | 26               | 53               | 22               | 10               | 3 | 3                    | 6                    | 0                    |                      |                      |
| 2008-2009 | Kloten Flyers      | LNA          | 50 | 4                | 9                | 13               | 12               | 15               | 2 | 1                    | 3                    | 2                    |                      |                      |
| 2009-2010 | Kloten Flyers      | LNA          | 50 | 5                | 5                | 10               | 24               | 10               | 0 | 0                    | 0                    | 0                    |                      |                      |
| 2010-2011 | Kloten Flyers      | LNA          | 39 | 4                | 8                | 12               | 10               | 18               | 1 | 3                    | 4                    | 0                    |                      |                      |
| 2011-2012 | Kloten Flyers      | LNA          | 48 | 4                | 6                | 10               | 4                | 5                | 0 | 0                    | 0                    | 0                    |                      |                      |
| 2012-2013 | SC Langnau Tigers  | LNA          | 32 | 6                | 2                | 8                | 10               | 18               | 4 | 4                    | 8                    | 6                    |                      |                      |
| 2013-2014 | Genève-Servette HC | LNA          | 41 | 7                | 4                | 11               | 6                | 12               | 0 | 0                    | 0                    | 2                    |                      |                      |
| 2014-2015 | Genève-Servette HC | LNA          | 45 | 4                | 5                | 9                | 12               | 12               | 1 | 0                    | 1                    | 4                    |                      |                      |
| 2015-2016 | Genève-Servette HC | LNA          | 43 | 5                | 7                | 12               | 10               | 11               | 1 | 0                    | 1                    | 0                    |                      |                      |
| 2016-2017 | Genève-Servette HC | LNA          | 50 | 10               | 8                | 18               | 18               | 4                | 1 | 0                    | 1                    | 0                    |                      |                      |
| 2017-2018 | Genève-Servette HC | NL           | 39 | 3                | 5                | 8                | 8                | 4                | 0 | 1                    | 1                    | 0                    |                      |                      |
| 2018-2019 | Genève-Servette HC | NL           | 45 | 3                | 17               | 20               | 12               | 6                | 2 | 1                    | 3                    | 0                    |                      |                      |
| 2019-2020 | Genève-Servette HC | NL           | 50 | 2                | 13               | 15               | 12               | -                | - | -                    | -                    | -                    |                      |                      |
| 2020-2021 | Genève-Servette HC | NL           | 50 | 3                | 17               | 20               | 8                | 11               | 0 | 1                    | 1                    | 0                    |                      |                      |
| 2021-2022 | Genève-Servette HC | NL           | 43 | 1                | 7                | 8                | 6                | 2                | 0 | 0                    | 0                    | 0                    |                      |                      |
| 2022-2023 | Genève-Servette HC | NL           | 38 | 1                | 8                | 9                | 18               | 17               | 0 | 2                    | 2                    | 0                    |                      |                      |

| Année     | Équipe             | Édition                                     |   | PJ | B | A | Pts | Pun | +/-            |  | Résultat |
| 2005      | Suisse -18 ans     | Championnat du monde moins de 18 ans        | 6 | 0  | 1 | 1 | 0   | -2  | 9e place       |  |          |
| 2006      | Suisse -18 ans     | Championnat du monde moins de 18 ans Div. 1 | 5 | 0  | 1 | 1 | 4   | +3  | 1re place      |  |          |
| 2007      | Suisse -20 ans     | Championnat du monde junior                 | 6 | 1  | 0 | 1 | 2   | -2  | 7e place       |  |          |
| 2008      | Suisse -20 ans     | Championnat du monde junior                 | 6 | 2  | 6 | 8 | 4   | 1   | 9e place       |  |          |
| 2011      | Kloten Flyers      | Coupe Spengler                              | 3 | 0  | 1 | 1 | 0   | 0   | 1/4 de finale  |  |          |
| 2013      | Genève-Servette HC | Coupe Spengler                              | 4 | 1  | 2 | 3 | 0   | +2  | Vainqueur      |  |          |
| 2014      | Genève-Servette HC | Coupe Spengler                              | 4 | 2  | 2 | 4 | 0   | -1  | Vainqueur      |  |          |
| 2014-2015 | Genève-Servette HC | Coupe de Suisse de hockey sur glace         | 3 | 3  | 0 | 3 | 0   | 0   | 1/2 finale     |  |          |
| 2015-2016 | Genève-Servette HC | Coupe de Suisse de hockey sur glace         | 2 | 0  | 1 | 1 | 2   | 0   | 1/8e de finale |  |          |
| 2016-2017 | Genève-Servette HC | Coupe de Suisse de hockey sur glace         | 5 | 1  | 2 | 3 | 4   | 0   | Finale         |  |          |
| 2017-2018 | Genève-Servette HC | Coupe de Suisse de hockey sur glace         | 2 | 1  | 0 | 1 | 2   | 0   | 1/4 de finale  |  |          |
| 2018-2019 | Genève-Servette HC | Coupe de Suisse de hockey sur glace         | 3 | 1  | 1 | 2 | 0   | 0   | 1/4 de finale  |  |          |
| 2019-2020 | Genève-Servette HC | Coupe de Suisse de hockey sur glace         | 1 | 1  | 0 | 1 | 0   | 0   | 1/8e de finale |  |          |
| 2020-2021 | Genève-Servette HC | Coupe de Suisse de hockey sur glace         | 4 | 0  | 0 | 0 | 0   | 0   | 1/2 de finale  |  |          |

## Palmarès et distinctions
- Champion de Suisse de LNB en 2006 avec le HC Bienne.
- 4e compteur (ex-aequo) du Championnat du monde junior -20 ans 2008.
- Élu "Best Rookie" de LNA en 2009.
- Vice-champion de Suisse de LNA en 2009 avec les Kloten Flyers.
- Vice-champion de Suisse de LNA en 2011 avec les Kloten Flyers.
- Vainqueur de la Coupe Spengler en 2013 avec le Genève-Servette HC.
- Vainqueur de la Coupe Spengler en 2014 avec le Genève-Servette HC.
- Finaliste de la Coupe de Suisse de hockey sur glace en 2017 avec le Genève-Servette HC.
- Vice-champion de Suisse de NL en 2021 avec le Genève-Servette HC.
- Champion de Suisse de NL en 2023 avec le Genève-Servette HC.
- Champion CHL en 2024 avec le Genève-Servette HC.

## Famille dans le sport
- Son frère cadet Cédric Jacquemet, né en 1990 et formé également au HC Sierre et aux Kloten Flyers, a été Champion suisse de LNB en 2011 avec le HC Viège.